# The Nice
The Nice byla anglická progressive rocková skupina působící v 60. letech minulého století, která hrála směs rocku, jazzu a klasické hudby. Jejich debutové album The Thoughts of Emerlist Davjack vydané v roce 1967 bylo přijato s nadšením a je často pokládáno za první progressive rockové album. The Nice byli též předchůdci více známé skupiny Emerson, Lake & Palmer.
Skupinu zpočátku tvořili klávesista Keith Emerson, baskytarista/zpěvák Lee Jackson, bubeník Brian Davison a kytarista David O'List, známý pod přezdívkou "Davy". Skupina získala své jméno podle návrhu jazzové zpěvačky P. P. Arnold, která jim jako své doprovodné skupině dala jméno "P.P. Arnold and her Naz", které si později zkrátili na "The Nice".
V prosinci 1968 skupina vystoupila na druhém československém beatovém festivalu.

## Sestava
- Keith Emerson: varhany, piano, zpěv
- Keith "Lee" Jackson: baskytara, kytara, zpěv
- David "Davy" O'List: kytara, zpěv (1967–68)
- Brian "Blinky" Davison: bicí, perkusy

## Diskografie

### Alba
- The Thoughts of Emerlist Davjack (Immediate, 1968)
- Ars Longa Vita Brevis (Immediate, 1968)
- Nice / Everything As Nice As Mother Makes It (Immediate, 1969)
- Five Bridges (Charisma, 1970)
- Elegy (Charisma, 1971)
- America - The BBC Sessions (Receiver, 1996)
- The Swedish Radio Sessions (late 1967) (Sanctuary, 2001)
- BBC Sessions (Sanctuary, 2002)
- Vivacitas (Sanctuary, 2004)
- Live At The Fillmore East December 1969 (Virgin, 2009)

### Singly
- „The Thoughts of Emerlist Davjack“/„Azrial (Angel of Death)“ (Immediate, November 1967)
- „America“/„The Diamond Hard Blue Apples of the Moon“ (Immediate, 1968)
- „Brandenburger“/„Happy Freuds“ (Immediate, 1968)
- „Diary of an Empty Day“/„Hang On to a Dream“ (Immediate, 1969)
- „Country Pie/Brandenburg Concerto No.6“/„One Of Those People“ (Charisma, 1969)

### Kompilace
- The Best of The Nice (EMI/Immediate, 1971)
- Keith Emerson with The Nice (Mercury, 1972)
- In Memoriam (Immediate, 1973)
- Autumn '67 - Spring '68 (Charisma, 1972, UK), released as Autumn to Spring (Charisma, 1973, USA)
- Hang On To A Dream (EMIDisc, 1974)
- The Immediate Years (2-LP set) (Sire, 1975)
- Amoeni Redivivi (NEMS/Immediate, 1976)
- Greatest Hits (NEMS/Immediate, 1977)
- Greatest Hits (Big Time, 1988)
- The Immediate Years (3-CD Boxed Set) (Charly, 1995)
- Here Come The Nice - The Immediate Anthology (3-CD Boxed Set) (Castle Communications, 2002)